# Liste der Museen im Landkreis Hameln-Pyrmont
Die Liste der Museen im Landkreis Hameln-Pyrmont beinhaltet Museen im Landkreis Hameln-Pyrmont, die unter anderem Kunst, Kulturgeschichte und Industriegeschichte vorstellen.

## Liste der Museen
| Bezeichnung                                                  | Lage (Stadt, Ortsteil)                               | Bemerkungen | Bild |
| ------------------------------------------------------------ | ---------------------------------------------------- | ----------- | ---- |
| Deutsches Stuhlmuseum Eimbeckhausen                          | Bad Münder, Eimbeckhausen                            |             |      |
| Museum Bad Münder                                            | Bad Münder im Wettbergschen Adelshof Kellerstraße 13 |             |      |
| Museum im Schloss Pyrmont                                    | Bad Pyrmont                                          |             |      |
| Burgmuseum Coppenbrügge                                      | Coppenbrügge                                         |             |      |
| Feuerwehrmuseum Hameln-Pyrmont                               | Emmerthal                                            |             |      |
| Schloss Hämelschenburg                                       | Emmerthal                                            |             |      |
| Museum für Landtechnik und Landarbeit                        | Emmerthal, Börry                                     |             |      |
| Frenker Heimatstube                                          | Emmerthal, Frenke                                    |             |      |
| Die bewegliche Letter Hamelner Druckerei-Museum              | Hameln                                               |             |      |
| Hochzeitshaus                                                | Hameln                                               |             |      |
| Museum Hameln                                                | Hameln                                               |             |      |
| Museum der Hamelner Automobilgeschichte                      | Hameln                                               |             |      |
| Orts- und Bergbaumuseum und Besucherbergwerk „Hüttenstollen“ | Salzhemmendorf                                       |             |      |